# 锡拉克
锡拉克（法語：Sirac，法語發音：[siʁak]）是法国热尔省的一个市镇，属于欧什区。

## 地理
锡拉克（43°42'37"N, 0°57'2"E）面积8 平方千米，位于法国奧克西塔尼大區热尔省，该省份为法国西南部内陆省份，北起顺时针与洛特-加龙省、塔恩-加龙省、上加龙省、上比利牛斯省、大西洋比利牛斯省和朗德省接壤。
与锡拉克接壤的市镇（或旧市镇、城区）包括：科洛涅、圣克里克、圣乔治、圣热尔米耶、圣奥朗、图镇、图热。

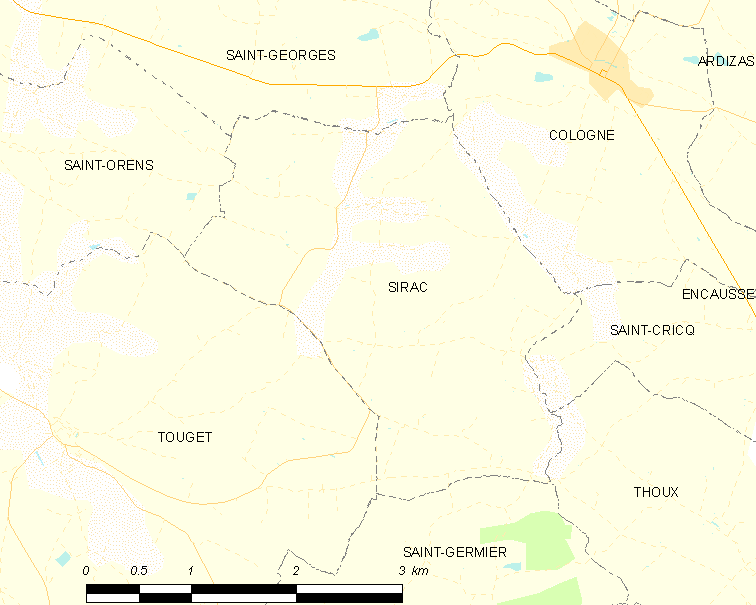
锡拉克的OSM定位图

锡拉克的时区为UTC+01:00、UTC+02:00（夏令时）。

## 行政
锡拉克的邮政编码为32430，INSEE市镇编码为32435。

## 政治
锡拉克所属的省级选区为日莫讷-阿拉茨县。

## 人口

1962-2008年间锡拉克人口变化图示

锡拉克于2022年1月1日时的人口数量为162人。